# Їх злети і падіння
«Їх злети і падіння» (англ. Their Ups and Downs) — американська короткометражна кінокомедія Роско Арбакла 1914 року.

## У ролях
- Роско «Товстун» Арбакл — Фатті
- Біллі Беннетт — пожруга Фатті